# Liste der Präsidenten der Academia Brasileira de Letras
Diese Liste enthält die seit 1897 im Dienste der Academia Brasileira de Letras (ABL), der Brasilianischen Akademie der Literatur in Rio de Janeiro, stehenden Präsidenten.
| Nr. | Porträt | Name                                 | von  | bis       | Bemerkung           |
| --- | ------- | ------------------------------------ | ---- | --------- | ------------------- |
| 1   |         | Machado de Assis (1839–1908)         | 1897 | 1908      | Ewiger Präsident    |
| 2   |         | Ruy Barbosa (1849–1923)              | 1908 | 1919      |                     |
| 3   |         | Domício da Gama (1862–1925)          | 1919 | 1919      |                     |
| 4   |         | Carlos de Laet (1847–1927)           | 1919 | 1922      |                     |
| 5   |         | Afrânio Peixoto (1876–1947)          | 1922 | 1923      | Erste Amtszeit      |
| 6   |         | Medeiros e Albuquerque (1867–1934)   | 1923 | 1923      |                     |
| 7   |         | Afrânio Peixoto (1876–1947)          | 1923 | 1924      | Zweite Amtszeit     |
| 8   |         | Afonso Celso (1860–1938)             | 1925 | 1925      | Erste Amtszeit      |
| 9   |         | Coelho Neto (1864–1934)              | 1926 | 1926      |                     |
| 10  |         | Rodrigo Octavio (1866–1944)          | 1927 | 1927      |                     |
| 11  |         | Augusto de Lima (1859–1934)          | 1928 | 1928      |                     |
| 12  |         | Fernando Magalhães (1878–1944)       | 1929 | 1929      | Erste Amtszeit      |
| 13  |         | Aloísio de Castro (1881–1959)        | 1930 | 1930      | Erste Amtszeit      |
| 14  |         | Fernando Magalhães (1878–1944)       | 1931 | 1932      | Zweite Amtszeit     |
| 15  |         | Gustavo Barroso (1888–1959)          | 1932 | 1933      | Erste Amtszeit      |
| 16  |         | Ramiz Galvão (1846–1938)             | 1933 | 1934      |                     |
| 17  |         | Afonso Celso (1860–1938)             | 1935 | 1935      | Zweite Amtszeit     |
| 18  |         | Laudelino Freire (1873–1937)         | 1936 | 1936      |                     |
| 19  |         | Ataulfo de Paiva (1867–1955)         | 1937 | 1937      |                     |
| 20  |         | Cláudio de Sousa (1876–1954)         | 1938 | 1938      | Erste Amtszeit      |
| 21  |         | Antônio Austregésilo (1876–1960)     | 1939 | 1939      |                     |
| 22  |         | Celso Vieira (1878–1954)             | 1940 | 1940      |                     |
| 23  |         | Levi Carneiro (1882–1971)            | 1941 | 1941      |                     |
| 24  |         | Macedo Soares (1883–1968)            | 1942 | 1943      |                     |
| 25  |         | Múcio Leão (1898–1968)               | 1944 | 1944      |                     |
| 26  |         | Pedro Calmon (1902–1985)             | 1945 | 1945      |                     |
| 27  |         | Cláudio de Sousa (1876–1954)         | 1946 | 1946      | Zweite Amtszeit     |
| 28  |         | João Neves da Fontoura (1887–1963)   | 1947 | 1947      |                     |
| 29  |         | Adelmar Tavares (1888–1963)          | 1948 | 1948      |                     |
| 30  |         | Miguel Osório de Almeida (1890–1952) | 1949 | 1949      |                     |
| 31  |         | Gustavo Barroso (1888–1959)          | 1950 | 1950      | Zweite Amtszeit     |
| 32  |         | Aloísio de Castro (1881–1959)        | 1951 | 1951      | Zweite Amtszeit     |
| 33  |         | Aníbal Freire da Fonseca (1884–1970) | 1952 | 1952      |                     |
| 34  |         | Barbosa Lima Sobrinho (1897–2000)    | 1953 | 1954      |                     |
| 35  |         | Rodrigo Octavio Filho (1892–1962)    | 1955 | 1955      |                     |
| 36  |         | Peregrino Júnior (1898–1983)         | 1956 | 1957      |                     |
| 37  |         | Elmano Cardim (1891–1979)            | 1958 | 1958      |                     |
| 38  |         | Austregésilo de Ataíde (1898–1993)   | 1959 | 1993      | Längste Amtszeit    |
| 39  |         | Abgar Renault (1901–1995)            | 1993 | 1993      |                     |
| 40  |         | Josué Montello (1917–2006)           | 1993 | 1995      |                     |
| 41  |         | Antônio Houaiss (1915–1999)          | 1995 | 1996      |                     |
| 42  |         | Nélida Piñon (1937–2022)             | 1996 | 1997      | Erste Präsidentin   |
| 43  |         | Arnaldo Niskier (* 1935)             | 1997 | 1999      |                     |
| 44  |         | Tarcísio Padilha (1928–2021)         | 2000 | 2002      |                     |
| 45  |         | Alberto da Costa e Silva (1931–2023) | 2002 | 2004      |                     |
| 46  |         | Ivan Junqueira (1934–2014)           | 2004 | 2005      |                     |
| 47  |         | Marcos Vilaça (1939–2025)            | 2006 | 2007      | Erste Amtszeit      |
| 48  |         | Cícero Sandroni (1935–2025)          | 2007 | 2009      |                     |
| 49  |         | Marcos Vilaça (1939–2025)            | 2010 | 2011      | Zweite Amtszeit     |
| 50  |         | Ana Maria Machado (* 1941)           | 2012 | 2013      | Zweite Präsidentin  |
| 51  |         | Geraldo Holanda Cavalcanti (* 1929)  | 2014 | 2015      |                     |
| 52  |         | Domício Proença Filho (* 1936)       | 2016 | 2017      |                     |
| 53  |         | Marco Lucchesi (* 1963)              | 2018 | amtierend | in zweiter Amtszeit |